# Xystoena vittata
Xystoena vittata là một loài bọ cánh cứng trong họ Cerambycidae.